# Phylloxeroxenus godiarensis
Phylloxeroxenus godiarensis är en stekelart som beskrevs av Durgadas Mukerjee 1981. Phylloxeroxenus godiarensis ingår i släktet Phylloxeroxenus och familjen kragglanssteklar. Inga underarter finns listade i Catalogue of Life.